# لئوپولد کراکائر
لئوپولد کراکائر (انگلیسی: Leopold Krakauer; ۳۰ مارس ۱۸۹۰ – ۱۹ دسامبر ۱۹۵۴) معمار، و نقاش اهل اسرائیل بود.